# Windows Home Server
Windows Home Server (nazwa kodowa Quattro) - system serwerowy Microsoft do zastosowań domowych, oparty na systemie Windows Server 2003, zapowiedziany 7 stycznia 2007 przez Billa Gatesa podczas Consumer Electronics Show.
Produkcję systemu zaczęto 16 lipca 2007 i pierwsze kopie pojawiły się 4 listopada 2007.
Zgodnie ze swoją nazwą jest przeznaczony do zastosowań domowych. Można do niego podłączyć komputery z systemem  Windows XP i Vista, konsole XBOX, XBOX 360, odtwarzacze Zune i wiele innych urządzeń. Pozwala na doinstalowanie wtyczek (ang. add-ins, plug-ins, add-ons) stworzonych przez firmy i osoby trzecie.

## Microsoft Windows Home Server Connector
Narzędzie Microsoft Windows Home Server Connector jest dołączane wraz z systemem na oddzielnym nośniku. Za jego pomocą użytkownik systemu Windows XP i Vista będzie mógł wykonać kopię bezpieczeństwa, uruchomić zdalnie konsolę główną serwera i zaktualizować hasło.
Instalowanie narzędzia trwa kilka minut. Instalator sam połączy się z domowym serwerem i skonfiguruje wszystkie ustawienia. Kiedy etap instalacyjny zostanie zakończony, na pasku zadań pojawi się ikona przedstawiająca dom na jednokolorowym tle, przy czym sama może być w jednym z pięciu kolorów, mających poniższe znaczenie:
- zielony – nie wykryto żadnych zagrożeń,
- żółty – istnieje zagrożenie,
- czerwony – wykryto poważne zagrożenie,
- niebieski – trwa wykonywanie kopii zapasowej,
- szary – serwer nie jest dostępny.

Większość kolorów dotyczy bezpieczeństwa, za ich wyświetlanie odpowiada moduł Network Health.

## Microsoft Windows Home Server Console
Microsoft Windows Home Server Console zarządza całą funkcjonalnością systemu i pozwala m.in. na usuwanie kont użytkowników, udostępnianie folderów, uruchomianie komputerów, itp.

### Zakładki
Po uruchomieniu Microsoft Windows Home Server Console górnym pasku pojawia się pięć przycisków, zwanych zakładkami, które oznaczają:
- Computers & Backup - zarządzanie komputerami i kopiami zapasowymi,
- User Accounts - zarządzanie profilami użytkowników,
- Shared folders - lista folderów udostępnionych,
- Server Storage - dyski dostępne „do dyspozycji” serwera,
- Network - status sieci.

Producenci różnych konfiguracji sprzętowych do Microsoft Windows Home Server, np. Hewlett-Packard dodają własne zakładki, więc ich ilość jest znacznie większa.

#### Zakładka "Komputery i kopie" (Computers & Backup)
Zakładka Computers & Backup służy do zarządzania jednostkami i tworzenia kopii zapasowych (backupu).

##### Pierwszy człon (Computers)
Pierwszy człon Computers zawiera listę wszystkich podłączonych jednostek do serwera. Wyświetla szczegółowe informacje na ich temat, takie jak: nazwa komputera, opis, system operacyjny, aktualny status (wykonano lub nie wykonano kopii zapasowej).

##### Drugi człon (Backup)
Drugi człon Backup służy do tworzenia kopii zapasowej. Skonfigurować ten mechanizm można za pomocą opcji Configure Backup, dzięki której można dodać/usunąć dyski, które mają zostać skopiowane, dodać konkretne foldery wyłączone z procesu. Aby rozpocząć proces, trzeba zaznaczyć pozycję na liście i kliknąć przycisk Backup Now lub na komputerze, który zostanie poddany mechanizmowi tworzenia kopii zapasowej w aplikacji Microsoft Windows Home Server Connector, kliknąć przycisk Backup Now.

#### Zakładka "Konta użytkowników" (User Accounts)
Zakładka User Accounts odpowiada za konta użytkowników (zarządza użytkownikami). W tej zakładce można dodać profil, aby używać go do logowania dostępu do zasobów udostępnionych. Aby dodać użytkownika, trzeba kliknąć przycisk Add. W czasie konfigurowania informacji o nowym użytkowniku ustalamy imię i nazwisko, login oraz decydujemy, czy użytkownik (ang: user) ma mieć dostęp zdalny czy nie. W czasie logowania w Windows Home Server Console lub w Windows Home Server Connector zostaje narzucona polityka haseł, ale można ją zmienić. Przykład: jeśli hasło spełnia wymagania pod polami wpisu przy odpowiednich kategoriach, np. At least 7 characters, pojawią się zielone zaznaczenia. Jeśli chcemy zalogować się do samego Microsoft Windows Home Server, to do logowania używamy standardowo wbudowanego konta administratora i ustalonego hasła.

#### Zakładka "Udostępnione foldery" (Shared Folders)
Zakładka Shared Folders służy do zarządzania folderami. Pozwala na udostępnianie folderów. Standardowo utworzonych folderów jest pięć:
- Music - zarządzanie (udostępnianie, dzielenie pomiędzy użytkownikami) muzyką,
- Photos - zarządzanie (udostępnianie, dzielenie pomiędzy użytkownikami) zdjęciami,
- Public - zarządzanie (udostępnianie, dzielenie pomiędzy użytkownikami) publicznymi plikami,
- Software - zarządzanie (udostępnianie, dzielenie pomiędzy użytkownikami) programami,
- Videos - zarządzanie (udostępnianie, dzielenie pomiędzy użytkownikami) filmów.

## Minimalne wymagania sprzętowe
- procesor  1.0 GHz Intel Pentium III (lub nowszy)
- 512 MB RAM
- 65 GB wolnego miejsca na dysku
- Napęd DVD
- Klawiatura i mysz

## Kampania marketingowa
Microsoft stworzył bardzo oryginalną, ale cichą kampanię marketingową produktu, wydając książeczkę rzekomo adresowaną do dzieci i opisującą zalety produktu. Według jej twórców stanowi ona satyryczne zastosowanie metody amerykańskich "książeczek uświadamiających", z obrazkowym przekazem uzupełnianym krótkimi, prostymi zdaniami. Przykładem humoru jest np. cytat: Możesz nawet dzielić się plikami z ludźmi poza domem! Jak babunia, dziadziuś. Albo wujek, który śmierdzi jak koza. Po jej rozpowszechnieniu wzbudziła wśród internautów dyskusje, w której zarzucano autorom stosowanie  prania mózgów. Po jakimś czasie sprawa ucichła.